# عمر إيبس
عمر هاشم ايبس (بالإنجليزية: Omar Epps)‏ بروكلين نيويورك (20 تموز 1973) ممثل، مغني راب، كاتب أغاني، ومنتج أغاني.

## عن حياته
أكمل تعليمه في مدرسة فيوريلو الثانوية للموسيقى والفن في نيويورك. تزوج من كيشا سبيفي ورزق منها بطفلة أطلق عليها اسم كماري ماي. له العديد من الأعمال لكنه اشتهر في دور ايرك فورمان في سلسه دكتور هاوس الطبية.

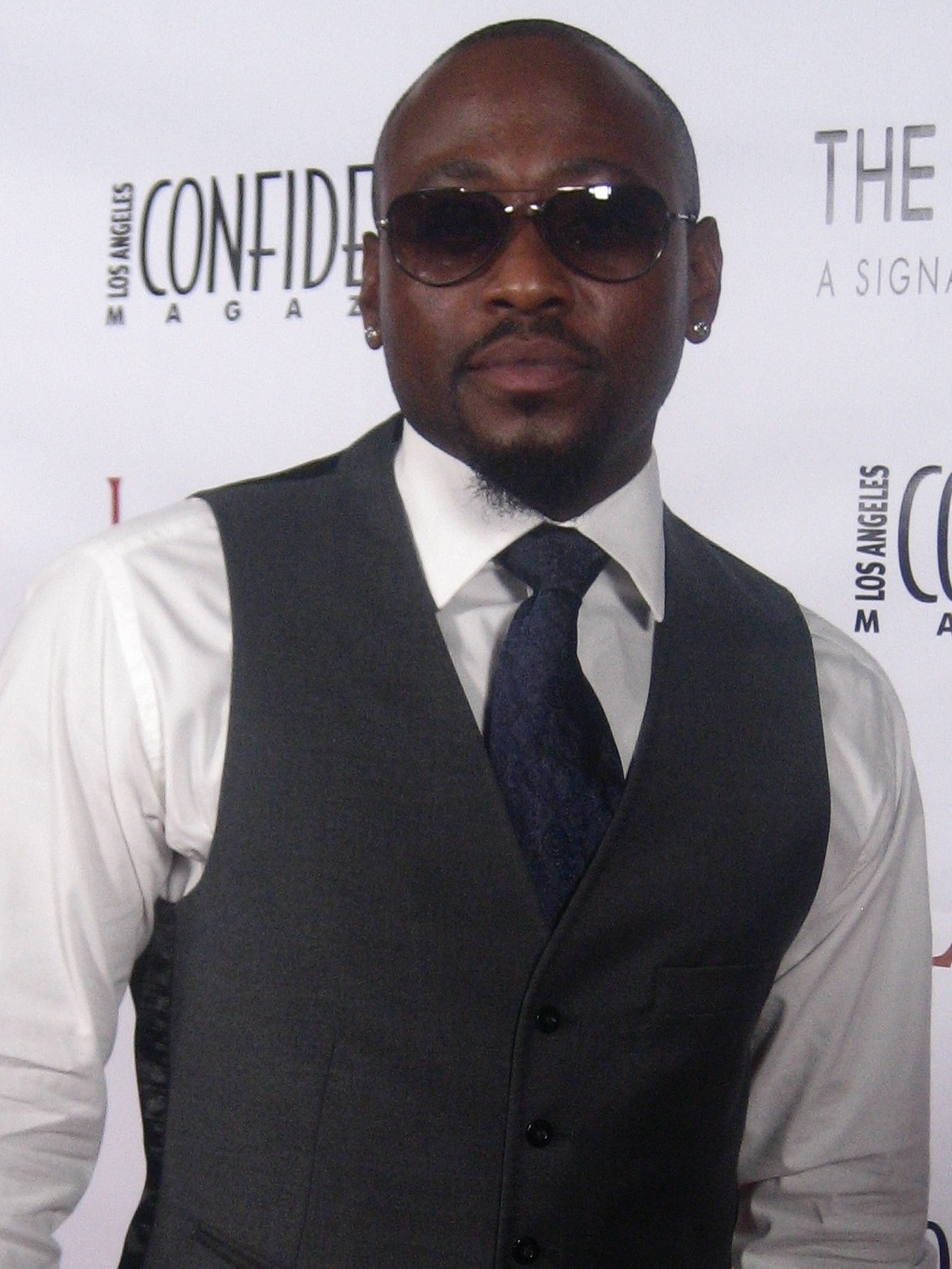
جائزة إيمي 2008

## أعماله

### افلام
- فيلم فلاش الاخضر، 1989[2]
- فيلم جويس، 1992[3]
- فيلم البرنامج، 1993[4]
- فيلم الدوري، 1994 [5]
- فيلم الجامعة، 1996[3]
- فيلم الفتى الخاص، 1996 [6]
- فيلم سكريم، 1997[3]
- فيلم فطور الابطال، 1999[7]
- فيلم الاخوه، 2000[8]

### تلفزيون
- هاوس[1]
- القناص

## روابط خارجية
- عمر إيبس على موقع IMDb (الإنجليزية)
- عمر إيبس على موقع روتن توميتوز (الإنجليزية)
- عمر إيبس على موقع ألو سيني (الفرنسية)
- عمر إيبس على موقع أول موفي (الإنجليزية)
- عمر إيبس على موقع بوكس أوفيس موجو (الإنجليزية)
- عمر إيبس على موقع قاعدة بيانات الأفلام السويدية (السويدية)
- عمر إيبس على موقع إن إن دي بي (الإنجليزية)
- عمر إيبس على موقع أول ميوزيك (الإنجليزية)
- عمر إيبس على موقع ديسكوغز (الإنجليزية)
- عمر إيبس على موقع قاعدة بيانات الفيلم (الإنجليزية)